# Tropicalisation
On appelle tropicalisation, le fait d'adapter du matériel, un appareil, ou tout autre réalisation technologique aux conditions environnementales difficiles dans lesquelles il devra fonctionner. L'environnement peut être une zone climatique tropicale (d'où le nom), mais il concerne tous les environnements difficiles, même dans des régions tempérées. (Exemple, dans des milieux industriels particuliers, teintureries ou sucreries).
Elle peut être réalisée en prévention des facteurs suivants :
- Les moisissures, les champignons
- L'oxydation, la corrosion
- L'humidité, la chaleur

On notera également ce terme dans le lexique de la photographie, où on parle aussi de protection ou de joints « anti-ruissellement » ; ce dernier terme évoque plus la protection contre la pluie et les projections d'eau, alors que la tropicalisation s'attache plutôt à la protection contre la chaleur et l'humidité.
De façon analogue, on parle de « munitions tropicalisées » pour désigner des munitions pour lesquelles un traitement a été appliqué pour empêcher l'humidité ambiante de s'introduire dans la cartouche par l'interstice entre la balle et son étui.
Le terme de « tropicalisation » est aussi utilisé pour décrire l'état des occidentaux ayant vécu sous les Tropiques et qui éprouvent des difficultés à se réadapter à leur pays d'origine.